# Rosa Papier
Rosa Papier de casada Paumgartner (Baden bei Wien, 18 de setembre de 1859 - Viena, 9 de febrer de 1932) fou una mezzosoprano i professora de cant austríaca.
Va pertànyer a la companyia del teatre de l'Òpera imperial de Viena fins al 1891, en què una afecció a la gola l'obliga a retirar-se de l'escena. Prengué part també en nombrosos concerts i posseïa una veu de gran extensió i sonoritat.
El 1881 casà amb el pianista i crític musical Johann Paumgartner (Kirchberg el 1843 - Viena, 1896.